# ウェンブリー

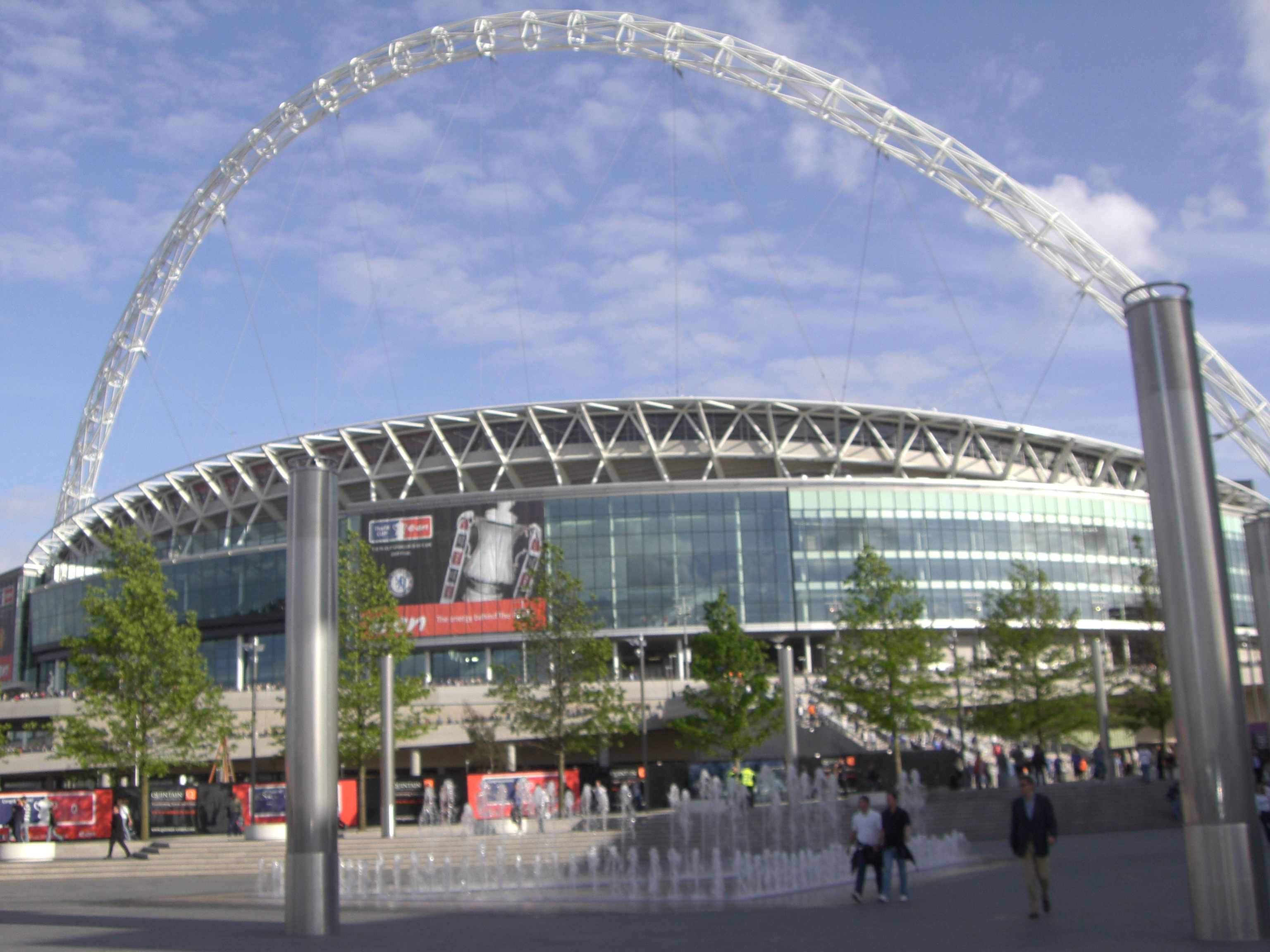
ウェンブリー・スタジアム

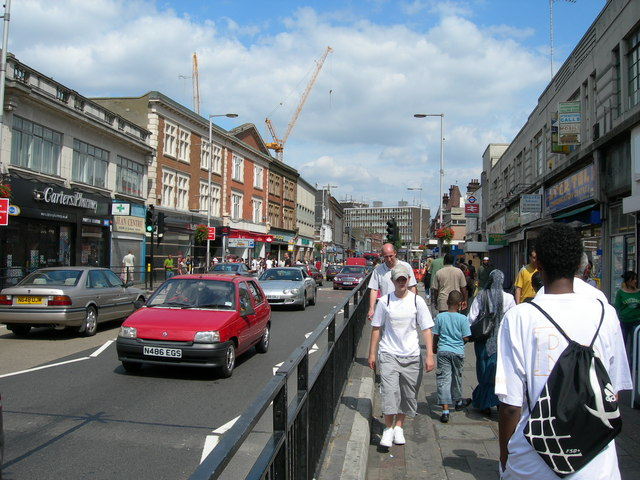
目抜き通りのハイロード

ウェンブリー（Wembley）はイギリス・ロンドンにある有名な町。ロンドン中心部から北西に9マイル(13キロメートル)の位置にある。グレーター・ロンドン内のブレント区内にある。
ウェンブリーにはイギリスのナショナルスタジアムであり、サッカーイングランド代表の本拠地、ウェンブリー・スタジアムや、コンサート会場に使われるウェンブリー・アリーナがある。
ウェンブリー・スタジアム(9万人収容)ではFAカップ|サッカーの決勝戦や大規模コンサートが開催されている。
スタジアム周辺は2010年以降に再開発が進み、アウトレットのショッピングモールや数々のレストラン、フードコート(BoxPark)がオープンし、高層ホテルやマンションが立ち並んで、平日でも賑わいをみせている。
かつてあったウェンブリー会議センターではユーロビジョン・ソング・コンテストやマスターズスヌーカートーナメントが開催されたが、現在は取り壊されている。

## 主な観光名所
- ウェンブリー・スタジアム
- ウェンブリー・アリーナ
- ロンドン・デザイナー・アウトレット（英語版）

## 交通機関
- ナショナル・レール
  - ノース・ウェンブリー駅
  - Stonebridge Park駅
  - ウェンブリー中央駅
  - ウェンブリー・スタジアム駅
  - Sudbury and Harrow Road駅
- ロンドン地下鉄
  - Wembley Park tube station、メトロポリタン線・ジュビリー線
  - Preston Road tube station、メトロポリタン線
  - Wembley Central station、ベーカールー線
  - ノース・ウェンブリー駅、ベーカールー線
  - Stonebridge Park stationベーカールー線